# Ceres Brewery
Ceres Brewery — датская пивоваренная компания в Орхусе, Дания, которая работала с 1856 по 2008 год. Несмотря на то, что пивоварня была закрыта её владельцем Royal Unibrew бренд Ceres продолжает выпускаться и продукт варится на других предприятиях. Район, в котором располагалась пивоварня, перестраивается для жилого и коммерческого использования и получил название CeresByen (город Церера).

## История

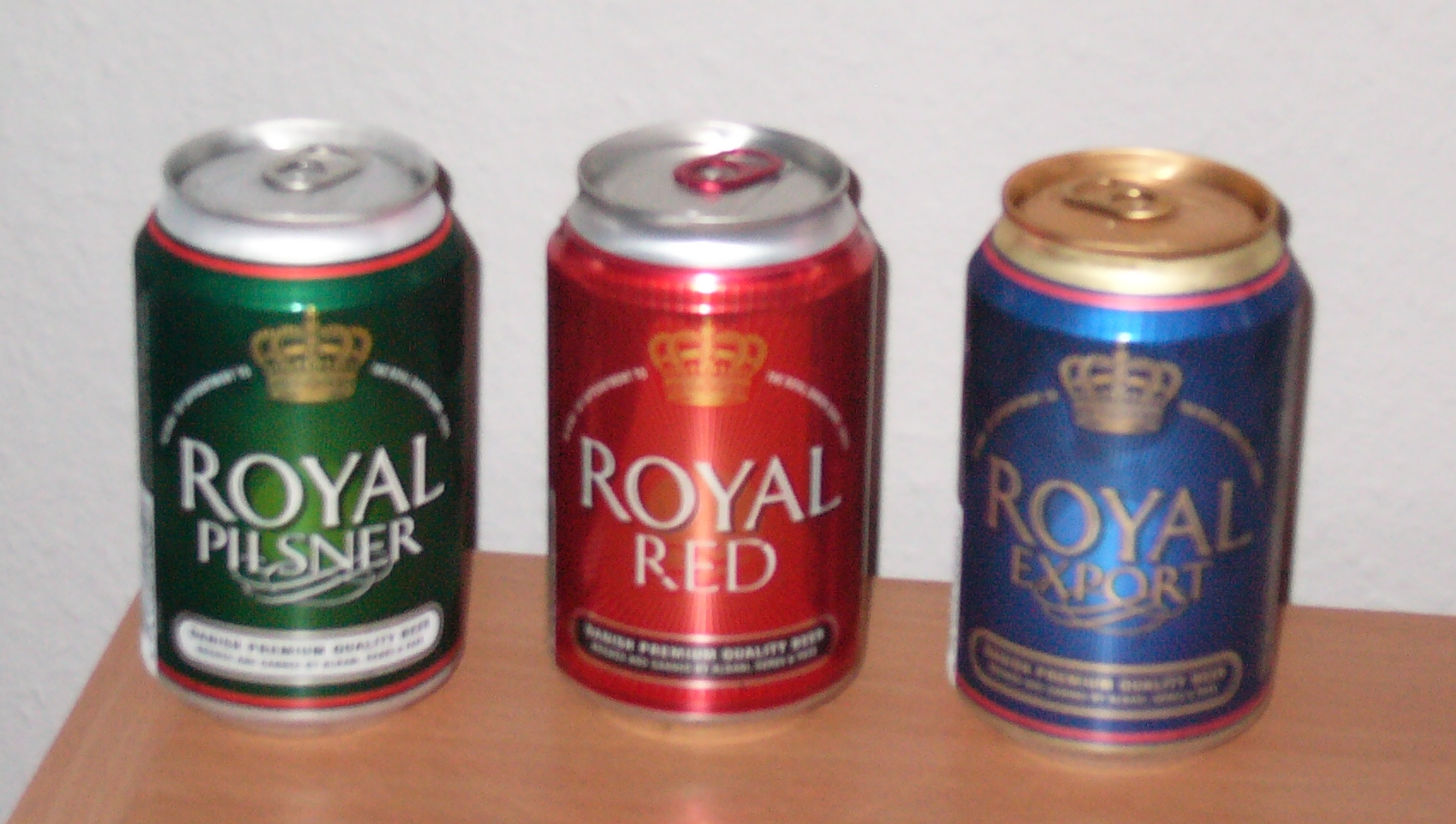
Три типа пива Royal

Ceres Brewery была основана в 1856 году бакалейщиком Мальте Конрадом Лоттрупом и химиками A. S. Aagard и Knud Redelien, и стала седьмой пивоварней в городе. Компания была названа в честь римской богини Цереры, и её открытие было объявлено в местной газете Århus Stiftstidende.
Лоттруп расширил пивоварню через десять лет, добавив новое здание в качестве своей частной резиденции.
Его сменил зять, Лауриц Кристиан Меуленграхт, который управлял пивоварней почти тридцать лет, расширив её и продав другой пивоваренной фирме Østjyske Bryggerier.
Пивоварня Ceres была названа официальным поставщиком Королевского датского двора в 1914 году.